# Horodca, Ialoveni
Horodca este un sat din raionul Ialoveni, Republica Moldova. Are o suprafață de circa 0,58 km pătrați, cu un perimetru de 3,49 km. Localitatea se află la distanța de 34 km de orașul Ialoveni și la 47 km de Chișinău. Satul Horodca a fost menționat documentar în anul 1443.

## Demografie

### Structura etnică
Structura etnică a localității conform recensământului populației din 2004:
| Grup etnic                    | Populație | % Procentaj |
| ----------------------------- | --------- | ----------- |
| Băștinași declarați Moldoveni | 1102      | 99,01%      |
| Ucraineni                     | 7         | 0,63%       |
| Ruși                          | 3         | 0,27%       |
| Bulgari                       | 1         | 0,09%       |
| Total                         | 1113      |             |

## Administrație și politică
Componența Consiliului local Horodca (9 consilieri), ales la 5 noiembrie 2023, este următoarea:
|  | Partid                                       | Consilieri | Componență | Componență | Componență | Componență | Componență |
|  | -------------------------------------------- | ---------- | ---------- | ---------- | ---------- | ---------- | ---------- |
|  | Partidul Acțiune și Solidaritate             | 5          |            |            |            |            |            |
|  | Platforma Demnitate și Adevăr                | 3          |            |            |            |            |            |
|  | Partidul Socialiștilor din Republica Moldova | 1          |            |            |            |            |            |